# Bernhard Dietrich (Wirtschaftsfunktionär)
Bernhard Dietrich (* 22. Oktober 1896 in Plauen; † 1. November 1965 in Berlin) war ein deutscher Wirtschaftsfunktionär.

## Leben und Tätigkeit
Dietrich war ein Sohn des Bernhard Dietrich, der zeitweise Syndikus der Handelskammer Plauen war, und seiner Ehefrau Marie, geb. von Kilian. Er besuchte das Realgymnasium in Plauen.
Am Ersten Weltkrieg nahm Dietrich als Offizier beim Infanterie-Regiment 134 teil. Während des Krieges wurde er mit diversen Orden ausgezeichnet, darunter das Eiserne Kreuz beider Klassen, den sächsischen Militär-St.-Heinrichsorden, dem Hohenzollern’schen Hausorden III Klasse mit Schwestern und dem Albrechtsorden 2. Klasse mit Schwertern.
Nach dem Krieg studierte Dietrich Volkswirtschaft und Rechtswissenschaften an den Universitäten Leipzig, Münster und Freiburg. Seit 1919 gehörte er der Burschenschaft Saxo-Silesia Freiburg an. Er wurde 1921 mit einer Arbeit über das Thema Kleinaktien zum Dr. rer. pol. promoviert.
Von Oktober 1921 bis November 1922 war Dietrich Anwärter für den auswärtigen Dienst. Während dieser Zeit war er zu Konsularakademie in Wien kommandiert. Von November 1922 bis Januar 1923 fungierte Dietrich als wissenschaftlicher Assistent der wirtschaftlichen Verbände Ostsachsens in Zittau.
Seit Februar 1923 amtierte Dietrich als stellvertretender Leiter der Dienststelle des Reichskommissars für Aus- und Einfuhrbewilligungen in Saarbrücken. Später rückte er zum Leiter dieser Dienststelle auf. Seit September 1926 hatte er die Stellung des Delegierten des Reichswirtschaftsministeriums in Saarbrücken inne.
Seit Juni 1927 war Dietrich Hauptschriftleiter der Wirtschaftszeitung Ruhr und Rhein, die gemeinsam von den Industrie- und Handelskammern Bochum, Dortmund, Duisburg-Wesel, Essen und Krefeld sowie dem Verein zur Wahrung der gemeinsamen wirtschaftlichen Interessen in Rheinland und Westfalen (Langnam-Verein) herausgegeben wurde. Daneben veröffentlichte er Arbeiten zur Textilindustrie und 1930 eine Monographie zu den Vereinigten Stahlwerken.
1931 gehörte Dietrich dem Arbeitsausschuss des umgegründeten Mitteleuropäischen Wirtschaftstages an. Von 1939 bis 1945 bekleidete Dietrich schließlich den Posten eines Geschäftsführers des Mitteleuropäischen Wirtschaftstages.
Nach 1945 betrieb Dietrich eine Firma für die Lebensmittel-, Schuh und Textilversorgung Berlins und einen Waschsalon.

## Ehe und Familie
Dietrich war mit Margaretha, geb. Michels verheiratet. Mit dieser hatte er mindestens zwei Söhne.

## Schriften
- Beiträge zur Frage der Kleinaktie, 1921. (Dissertation)
- Vereinigte Stahlwerke, (= Stätten deutscher Arbeit, Bd. 4) Widder-Verlag, Berlin 1930.